# Луций Хостилий Катон
Луций Хостилий Катон (на латински: Lucius Hostilius Cato) е сенатор и военен на Римската република.
Произлиза от клон Катон на фамилията Хостилии. През 201 пр.н.е. e триумвир в комисията за репариране на пострадалите от Ханибал територии в Самниум и Пулия.
Луций Катон е през 190 пр.н.е. легат на Сципион Азиатски заедно с брат си Авъл Хостилий Катон и Сципион Африкански на консула Сципион Азиатски и участва в решителната битка при Магнезия (дн. Маниса) против Антиох III. През 187 пр.н.е. вероятно и той не е замесен във в политическия процес срещу Авъл Хостилий Катон и Сципион Азиатски за подкупи от Антиох и присвояване на държавни пари, което прекратява неговата политическа кариера.